# Collège Saint-Nicolas d'Annecy
Le collège Saint-Nicolas-d'Annecy est un ancien établissement scolaire d'Avignon, situé au 17 rue Collège-d'Annecy. L'ancienne chapelle du collège, tout comme le collège lui-même, est inscrite au titre des monuments historiques, depuis 1949.

## Histoire
Le collège fait suite à l'installation de la communauté de sœurs Bénédictines de Notre-Dame des Fours, en 1367, à Avignon. Cette communauté, installée dans le hameau du Fours, à Sauveterre, dans le département du Gard, depuis 1239, a été fondée par Mabille d'Albaron. Les sœurs ont préféré déménager à Avignon, au milieu du XIVe siècle, pour des raisons de sécurité. Dès leur installation, le couvent est sous la protection d'Anglic de Grimoard, vicaire général d'Avignon et frère d'Urbain V. Après le départ de la cour pontificale d'Avignon, la situation de la communauté est précaire : il n'y a plus d’abbesse, seules quatre moniales la composent, en 1428. À la même période, conformément au souhait du cardinal de Brogny, ses exécuteurs testamentaires cherchent un lieu pour établir un collège de vingt-quatre étudiants savoyards. Les bâtiments du couvent devenant trop importants pour la congrégation en place, sa fermeture est ordonnée par Martin V. Les quatre moniales déménagent et rejoignent les Bénédictines de Saint-Véran. Les locaux sont alors transformés en collège. 
Il accueille initialement vingt-quatre collégiés en droit canon et civil, en privilégiant ceux originaires de la ville d'Annecy et du duché de Savoie. Le pape Martin V unit à la fondation du collège, le monastère Notre-Dame-des-Fours, le prieuré Saint-Antoine de Bollène, les coseigneuries de Bauzon, Barry et Chabrières, des droits sur le péage à sel et sur le port de Rognonas, des rentes à Avignon. Les revenus issus de ses possessions ont permis d'augmenter le nombre de collégiés à trente-six en 1482. À la suite d'une réforme de collèges, lancée par Urbain VIII, le collège Saint-Nicolas-d'Annecy est géré par la Congrégation romaine de la Propagande, en 1639, qui le transforme en séminaire pour prêtres. La  gestion du « grand collège » fut confiée aux Prêtres du Saint-Sacrement, entre 1644 et 1656, par les Sulpiciens en 1693, puis les Lazaristes en 1709. Clément XI unit le collège Saint-Nicolas-d'Annecy et le collège du Roure, par une bulle pontificale, en 1709. Des travaux d'agrandissement et d'embellissement sont entrepris à partir de cette date. L'architecte Pierre Mignard construit la galerie classique sur cour. Ces travaux ont été poursuivis par l'architecte Joseph-Abel Mottard (1701-1778) vers 1740 avec la réalisation de la voûte en berceau avec lunettes de la salle rouge. 
Après la Révolution française, les bâtiments sont vendus comme biens nationaux. Après avoir servi un temps de caserne, pour les combattants vétérans, ils sont tour à tour utilisés comme entrepôts, bains-douches, habitations, puis, un temps, sans affectation. Aujourd'hui propriété de la Fondation Calvet, il est loué pour des commerces et un restaurant.
Le collège Saint-Nicolas-d'Annecy est inscrit au titre des monuments historiques depuis le 28 octobre 1949, pour une partie, et le 17 septembre 1997, pour un complément.

## Description
Les bâtiments du collège étaient constitués de quatre ailes, regroupées en carré, autour d'une cour intérieure. La fonction initiale de couvent de Bénédictines justifie la présence d'une chapelle, dans la partie nord des locaux. Cette chapelle est utilisée de nos jours comme théâtre.